# Фиалка волосисточерешковая
Фиалка волосисточерешковая (лат. Viola hirtipes) — многолетнее травянистое растение, вид рода Фиалка (Viola) семейства Фиалковые (Violaceae).

## Распространение и экология
Очень редкий вид, встречающийся на юге Приморского края, в Китае, Корее и Японии.
Произрастает в долинах рек, на лугах и у озёр.

## Ботаническое описание
Стебель отсутствует. Корневище укороченное, корни бурого цвета.
Листья на длинных черешках, в количестве 1—4, с продолговато-яйцевидной, притупленной на конце и сердцевидной у основания пластинкой длиной до 7,5 см и шириной около 3,7 см. Прилистники линейно-ланцетной формы, бледные, плёнчатые.
Цветки неправильной формы, без запаха, на длинных цветоножках, с линейными прицветниками. Лепестки бледно-фиолетового цвета. Чашелистики голые, с жилками в числе 3—5, ланцетной формы. Шпорец длиной до 8 мм.
Плод — коробочка, растрескивающаяся при созревании.
Цветёт с апреля по май, плодоносит с мая по июнь.

## Таксономия
Вид Фиалка волосисточерешковая входит в род Фиалка (Viola) семейства Фиалковые (Violaceae) порядка Мальпигиецветные (Malpighiales).
|  |                                      |  |                                                             |                                                             |                     |  | ещё 36 семейств (согласно Системе APG II), в том числе Ахариевые, Зверобойные, Льновые, Мальпигиевые, Молочайные, Страстоцветные, Тёрнеровые | ещё 36 семейств (согласно Системе APG II), в том числе Ахариевые, Зверобойные, Льновые, Мальпигиевые, Молочайные, Страстоцветные, Тёрнеровые |                                |  |  |  | ещё около 200 видов |
|  |                                      |  |                                                             |                                                             |                     |  | ещё 36 семейств (согласно Системе APG II), в том числе Ахариевые, Зверобойные, Льновые, Мальпигиевые, Молочайные, Страстоцветные, Тёрнеровые | ещё 36 семейств (согласно Системе APG II), в том числе Ахариевые, Зверобойные, Льновые, Мальпигиевые, Молочайные, Страстоцветные, Тёрнеровые |                                |  |  |  | ещё около 200 видов |
|  |                                      |  |                                                             | порядок Мальпигиецветные                                    |                     |  | | | род Фиалка                     |  |  |  |                     |
|  |                                      |  |                                                             | порядок Мальпигиецветные                                    |                     |  | | | род Фиалка                     |  |  |  |                     |
|  | отдел Цветковые, или Покрытосеменные |  |                                                             |                                                             | семейство Фиалковые |  | | | вид Фиалка волосисточерешковая |  |  |  |                     |
|  | отдел Цветковые, или Покрытосеменные |  |                                                             |                                                             | семейство Фиалковые |  | | |                                |  |  |  |                     |
|  |                                      |  | ещё 44 порядка цветковых растений (согласно Системе APG II) | ещё 44 порядка цветковых растений (согласно Системе APG II) |                     |  | | ещё около 15 родов | ещё около 15 родов             |  |  |  |                     |
|  |                                      |  |                                                             | ещё 44 порядка цветковых растений (согласно Системе APG II) |                     |  | | | ещё около 15 родов             |  |  |  |                     |